# Лохвицкий, Михаил Юрьевич
Михаи́л Ю́рьевич Ло́хвицкий (Аджу́к-Гире́й; 21 февраля 1922, Детское Село, РСФСР — 7 августа 1989, Тбилиси, Грузинская ССР, СССР) — советский писатель, редактор, журналист, переводчик с грузинского. Участник Второй мировой войны, морской пехотинец. Главный редактор обнинской газеты «Вперёд» в 1965—1968 годах. Автор исторической повести о Кавказской войне «Громовый гул».

## Происхождение и семья
Дед — Закир Аджук-Гирей, адыг, черкес-шапсуг. В 1864 году в двенадцатилетнем возрасте потерял родителей, отстреливавшихся от русских войск при защите родного аула. Закира и его четырнадцатилетнюю тётку, спрятанных родными в кустах, русские нашли после взятия и сожжения аула. Был усыновлён поручиком Иосифом Леонтьевичем Пригарой и крещён в церкви в Туапсе. При крещении Закир получил имя Захарий и отчество и фамилию крёстного отца штабс-капитана Петра Давыдовича Лохвицкого — Захарий Петрович Лохвицкий. Окончил гимназию, школу межёвщиков, Петербургский институт инженеров путей сообщения. Прототип Закира в исторической повести Михаила Лохвицкого «Громовый гул» (недоступная ссылка) о противостоянии черкесов русским в 1860-е годы во время Кавказской войны.
Бабка — Евгения Ивановна Шадинова, дочь купца и мецената Ивана Шадинова и итальянской певицы Луизы Вазолли. Вышла замуж за Захария Петровича Лохвицкого в 1892 году.
Отец — Георгий Захарьевич Лохвицкий. Так же, как и его отец, окончил Петербургский институт инженеров путей сообщения, женился и жил в Петрограде, работал на строительстве Волховской ГЭС, затем в Узбекистане на строительстве оросительных каналов и в Грузии на сооружении линии электропередач Закавказской железной дороги.
Мать — Аделаида Бурбевиц, немка.
Жена — Наталья Лохвицкая (урождённая Андроникова / Андроникашвили).
Сын — Юрий Михайлович Лохвицкий (р. 8 декабря 1951, Тбилиси). филолог, журналист, основатель дома-музея М. Лохвицкого в Грузии.
Дочь — Анна Михайловна Лохвицкая (р. 19 апреля 1947, Тбилиси), педагог.

## Образование
- Филологический факультет Тбилисского государственного университета (1947—?).

## Биография
Родился в Детском Селе. Перемещался по стране (Узбекистан, Грузия) вместе с родителями, по местам работы своего отца, пока семья не осела в Тбилиси, чтобы определить его в школу.

Спорт, история, география, рисование, геология — всё поочерёдно захватывало меня. <…> В те редкие минуты, когда я всерьёз задумывался о будущем, оно представлялось мне так: какая-то профессия, дающая возможность поездить, повидать мир, а потом литература. Сомневался я лишь в выборе первой специальности: стать ли археологом или геологом, цирковым артистом или моряком, или художником. Интересовало почти всё…— 
В 1940 году был призван в Красную Армию. Через три месяца после начала войны попал под бомбёжку на танкере «Ялта», доставлявшем нефть в Севастополь. Через некоторое время был списан с корабля из-за немецкого происхождения матери и отправлен в Саратов. Чтобы избежать возможных репрессий в отношении себя, в числе нескольких человек вошёл добровольцем в состав батальона морской пехоты; принимал участие в боевых действиях на Чёрном море. Демобилизовался в мае 1947 года, прослужив в армии в общей сложности семь лет.
Поступив в 1947 году на филологический факультет Тбилисского государственного университета, из-за маленькой стипендии и нежелания жить на отцовскую зарплату начал работать корреспондентом газеты «Молодой ленинец», где позже возглавил также отдел по работе с сельской молодёжью. Работая в газете, познакомился со своей будущей женой Натальей Андрониковой. В университете вместе с Булатом Окуджавой и Александром Цыбулевским создал литературное объединение «Соломенная лампа».
В 1955 году опубликовал первую книгу рассказов «Встречи в пути». Большую роль в становлении Лохвицкого как писателя сыграл Сергей Николаевич Сергеев-Ценский, который предсказывал Лохвицкому успех в более крупной форме — романе. Первый роман Михаила Лохвицкого «Неизвестный» (1965) посвящён Сергееву-Ценскому.
В 1956 году был принят в Союз писателей СССР. Успех у критиков и читателей принесли романы «Неизвестный», «Громовый гул», «Поиски богов», серия «Кортанетские рассказы» о Грузии и т. д. Роман «Неизвестный» был высоко оценен критиками и писателями.
В 1963 году вместе с семьёй переехал в Калугу, где работал редактором в калужском филиале Приокского книжного издательства. В это время сблизился с Константином Паустовским, который писал о нём: «…Вот Миша Лохвицкий, какой он светлый человек, он весь светится любовью и доброжелательностью. Когда он улыбается, жить легче и приятнее».
В 1965 году был назначен главным редактором обнинской газеты «Вперёд» и переехал в Обнинск. В 1968 году был исключён из КПСС и уволен с поста главного редактора за участие в похоронах диссидента Валерия Павлинчука и был вынужден уехать обратно в Тбилиси.
В Тбилиси Лохвицкий вернулся к своему старому замыслу — исторической повести о своих предках черкесах-шапсугах во время первой Кавказской войны. Повесть «Громовый гул» (недоступная ссылка) высоко оценили Юрий Трифонов, Юрий Давыдов, Александр Межиров, Михаил Синельников, Владимир Турбин. Также резонансным стала публикация романа на арабском языке. Долгое время повесть не пропускалась цензурой, пока после некоторых переделок и вмешательства Константина Симонова, не была опубликована. Своеобразным продолжением «Громового гула» стал роман «Поиски богов», опубликованный уже после смерти Лохвицкого.
Повесть «Громовый гул» и её театральная постановка при жизни автора сделали Михаила Лохвицкого популярным и любимым на Кавказе, особенно среди черкесов. Незадолго до смерти он получил в подарок от черкесов чёрную бурку, которой накрыли мёртвого писателя. Похоронен в пантеоне в Тбилиси.

## Произведения

### Романы
- Неизвестный (1965)
- Поиски богов (1989)
- Громовый гул

### Повести
- Час сенокоса
- Человек в море (1966)

### Исторические повести
- Выстрел в Метехи (1973)
- С солнцем в крови (1982)

### Рассказы
- серия — «Кортанетские рассказы»
- серия — «Заклятье цыганки»
- рассказы о Великой Отечественной войне

### Произведения для детей
- Почему море синее
- Рыжий кот

## Цитаты
Владимир Бойко, 2010:
...У газеты «Вперёд», нынешнего «Обнинска», на самом деле довольно яркая история. В 60-е газету делали настоящие профессиональные писатели. Лохвицкий, Кашафутдинов, Лысцов… Жаль, мало кто сейчас в Обнинске помнит эти имена. Им, конечно, приходилось гнать и всякую партийную хрень, тогда без этого было нельзя, но в целом литературный уровень газеты был необыкновенно высоким — нам, нынешним, до них далеко…

### Публикации Михаила Лохвицкого

#### Книги
- Лохвицкий М. Заклятие цыганки. — Калужское кн. изд-во, 1964.
- Встречи в пути: Рассказы. — 1955.
- Почему море синее: [Для детей дошкольного возраста]. — Тула: Приокское книжное издательство, 1966. — 30 с. — 100000 экз.
- Человек в море: Повесть. — Тула: Приокское книжное издательство, 1966.
- Выстрел в Метехи: Повесть о Ладо Кецховели. — М.: Политиздат, 1973. — (Серия «Пламенные революционеры»). — 368 с.
- Средь бела дня. — Тбилиси: Мерани, 1974. — 326 с. — 50000 экз.
- Волшебник: Повести. — Тбилиси: Мерани, 1975. — 268 с. — 20000 экз.
- Выстрел в Метехи: Повесть о Ладо Кецховели. — 2-е изд. — М.: Политиздат, 1976. — (Серия «Пламенные революционеры»). — 368 с. — 200000 экз.
- Неизвестный: Роман; Час сенокоса: Повесть; Громовый гул: Историческая повесть. — Тбилиси: Мерани, 1979.
- Проза разных лет: В 2-х кн. Роман, повести, рассказы / Вступ. ст. И. Борисовой. Кн. 1. Рассказы. — Тбилиси: Мерани, 1984. — 412 с.
- Громовый гул: Историческая повесть / Пер. на грузинский язык Г. Баканидзе. (груз.) — Тбилиси: Сабчота Сакартвело, 1985. — 147 с.
- С солнцем в крови: [Повесть о бакинском комиссаре П. Джапаридзе] / Пер. на грузинский язык М. Джапаридзе, Л. Глонти; Послесл. У. Рижинашвили. (груз.) — Тбилиси: Мерани, 1986. — 397 с.
- С солнцем в крови: Повесть о Прокофии (Алёше) Джапаридзе. — 2-е изд. — М.: Политиздат, 1989. — (Серия «Пламенные революционеры»). — 397 с.
- Рыжий кот: Рассказ-сказка: [Для младшего школьного возраста]. — Нальчик: Эльбрус, 1993. — 36 с. — ISBN 5-7680-0375-4
- Громовый гул: [Повесть]; Поиски богов: [Роман] / Предисл. М. Хафицэ. Нальчик: Эль-Фа, 1994. — 429 c. — ISBN 5-88195-076-3
- Громовый гул (недоступная ссылка): Историческая повесть / Послесл. И. Безиргановой. — Тбилиси: Меридиани, 2010. — 148 с. — ISBN 978-9941-10-223-3

#### Отдельные публикации
- А может, это синтез? // Литературное обозрение. — 1976. — № 6. — С. 101—104.
- «Демон» — древнее адыгейское сказание? Прообраз «Мцыри»?: Две гипотезы // Литературная Грузия. — 1987. — № 6. — С. 162—174.
- Ираклий // Огонёк. — 1990. — 4—11 августа.

### О Михаиле Лохвицком
- Бабуров А. Случай Лохвицкого // Обнинская газета. — 2012. — № 1 (5) от 28 февраля.
- Безирганова И. Путь на Ошхамахо (Послесловие) (недоступная ссылка — история) // Лохвицкий (Аджук-Гирей) Михаил Громовый гул: Историческая повесть. — Тбилиси: Меридиани, 2010. — С. 137—147. — ISBN 978-9941-10-223-3.
- Вечер памяти // Обнинский вестник. — 2013. — № от 29 августа.
- Гегешидзе Г. Удел избранных // Свободная Грузия. — 2012. — № Февраль.
- Кавказский след // Новая среда +. — 2013. — № от 13 марта.
- Конецкий В. [О Михаиле Лохвицком]: [К публикации рассказа М. Лохвицкого «Ираклий»] // Огонёк. — 1990. — № от 4—11 августа. — С. 6.
- Коротков С. Сколько в Обнинске «Доновпедров»? (местная литература: персонажи и персоналии) // Obninsk.ru. Архивировано 2 января 2011 года.
- Лохвицкий Михаил Юрьевич (Аджук-Гирей) // Адыгская (черкесская) энциклопедия / Гл. ред. М. А. Кумахов. — М.: Фонд им. Б. Х. Акбашева, 2006. — С. 999. — ISBN 5-99003-371-0.
- Москвин В. Вспомним мастера // Час пик. — 2013. — № 8 (620) от 18 марта.
- Партугимов В. Романтик эпохи гладиаторов // Вечерний Тбилиси. — 2012. — № от 29 февраля — 2 марта.
- Цховребов Н. И были люди единым народом // Дарьял. — 2011. — № 1.
- Эльдаров М. «Громовый гул» докатился из Тбилиси до Нальчика // Газета Юга. — 2010. — № 22 (847) от 3 июня.

## Переводы
- Каландадзе, А. Дни в Брестской крепости [печатный текст] / Каландадзе, Александр Павлович, Автор (Author); Бирюкова, Майя Ивановна, Переводчик (Translator); Лохвицкий, Михаил Юрьевич, Переводчик (Translator); Бебутов, Г., Редактор (Editor); Размадзе, И., Художник (Artist). — Тбилиси : Литература да хеловнеба, 1964. — 142, [2] c.: ил.; 20 см.- 100 000 экземпляров 23 к.